# Campionati europei di bob 1969
I Campionati europei di bob 1969, sesta edizione della manifestazione organizzata dalla Federazione Internazionale di Bob e Skeleton, si sono disputati a Breuil-Cervinia, in Italia, sulla pista "Lac Bleu". La località valdostana (frazione del comune di Valtournenche) ha ospitato quindi le competizioni europee per la prima volta nel bob a due uomini e nel bob a quattro.

## Risultati

### Bob a due uomini
|     | Erwin Thaler Reinhold Durnthaler | Austria |     |     |
|     | Ion Panțuru Dumitru Focșeneanu   | Romania |     |     |
|     | Bruno Servadei Andrea Clemente   | Italia  |     |     |
| ... | ...                              | ...     | ... | ... |

### Bob a quattro

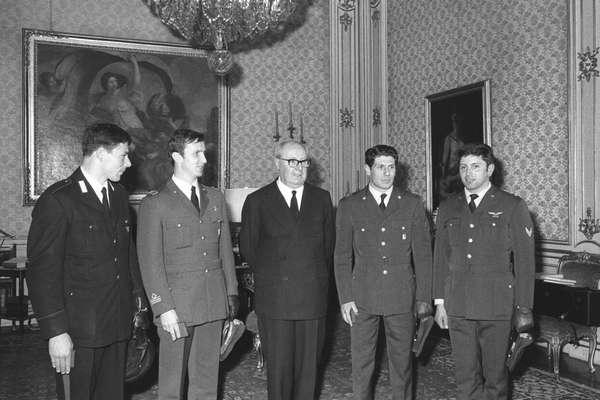
Il Presidente della Repubblica Giuseppe Saragat riceve in udienza al Quirinale il Capitano Alberto Frigo, i sergenti Antonio Brancaccio e Luciano De Paolis e il carabiniere Gino Basuino, vincitori dei Campionati europei di bob 1969.

|     | Alberto Frigo Gino Basuino Antonio Brancaccio Luciano De Paolis | Italia         |     |     |
|     | Ion Panțuru Dumitru Focșeneanu Tancoui Nicolae Neagoe           | Romania        |     |     |
|     | Herbert Pitka Leonhard Samm Hermann Pschorr Franz Frey          | Germania Ovest |     |     |
| ... | ...                                                             | ...            | ... | ... |

## Medagliere
| Pos.   | Paese          | Oro | Argento | Bronzo | Totale |
| ------ | -------------- | --- | ------- | ------ | ------ |
| 1      | Italia         | 1   | 0       | 1      | 2      |
| 2      | Austria        | 1   | 0       | 0      | 1      |
| 3      | Romania        | 0   | 2       | 0      | 2      |
| 4      | Germania Ovest | 0   | 0       | 1      | 1      |
| Totale | Totale         | 2   | 2       | 2      | 6      |